# Make Your Own Murder Party
Make Your Own Murder Party est un jeu vidéo de création de murder party publié par Electronic Arts en 1986 sur Apple II, Commodore 64 et IBM PC. Le programme permet de généré sur ordinateur le matériel nécessaire à l’organisation d’une murder party, une forme de jeu de rôle grandeur nature, en répondant à une série de questions. Cela inclut notamment le livre de règles, les fiches de personnages et les invitations de chaque joueur et une carte du lieu où se déroule l’enquête. Une fois cette étape de création terminée, l’ordinateur n’est pas nécessaire pour jouer. Le jeu contient deux scénarios complets de murder party, chacun avec des variantes permettant d’aboutir à huit dénouements différents,,,.